# Dividendo (economia)
Il dividendo in economia è quella parte di utile che viene consegnato (in gergo: distribuito) da una società ai suoi azionisti. Rappresenta, assieme alla possibilità di vendita dell'azione sul mercato azionario, una delle principali motivazioni che spinge l'investitore all'acquisizione dell'azione stessa.

## Descrizione
La decisione di distribuire il dividendo è ratificata dall'assemblea ordinaria, ma è una tipica decisione degli amministratori, che dopo aver definito il bilancio prevedono l'erogazione in tempi, modi e quantità, tenendo conto delle necessità d'investimento dell'azienda. Come già accennato, non viene distribuito l'intero utile, ma una sola parte di esso in quanto una percentuale va accantonata per legge come "riserva legale" ed un'altra variabile, a riserva straordinaria per i reinvestimenti o finalità aziendali sopra accennati.
Il dividendo può essere distribuito in un'unica soluzione annuale, oppure in due soluzioni semestrali, o ancora in quattro soluzioni trimestrali.

### Esempio di stacco del dividendo
Facendo un esempio, se venerdì un azionista avesse in mano le azioni di una determinata società e queste chiudessero le contrattazioni a 10 euro, con un dividendo di 0,5 euro distribuito il lunedì successivo, l'azione ripartirebbe a 9,5 euro. L'azionista se vendesse le azioni il lunedì stesso avrebbe diritto al dividendo, mentre chi le compra no.

### Tipi di dividendo
Il dividendo è denominato normale o straordinario. Questo è deciso dall'assemblea. Se il dividendo è "normale" l'azionista si aspetta che negli anni a venire venga distribuito regolarmente il dividendo. Il dividendo "straordinario" invece non ha alcuna regolarità.
I dividendi possono essere erogati in molte forme, la più diffusa è quella in contanti. Esiste poi l'erogazione in azioni, chiamata in Italia: "aumento gratuito di capitale" che consiste, ad esempio, dell'aggiunta in ogni portafoglio titoli degli azionisti del 5% di azioni rispetto a quelle possedute (quindi 5 azioni in più ogni 100 possedute). In questo modo il numero di azioni in possesso dell'azionista aumenta, ma il loro valore diminuisce in quanto ripartito. Esiste anche un'altra forma di distribuzione del dividendo usata raramente che consiste nella distribuzione di prodotti aziendali.